# 10734 Wieck
För andra betydelser, se Wieck.
10734 Wieck eller 1988 CT4 är en asteroid i huvudbältet som upptäcktes den 13 februari 1988 av den belgiske astronomen Eric W. Elst vid La Silla-observatoriet. Den är uppkallad efter den tyska tonsättaren Clara Schumann.
Asteroiden har en diameter på ungefär 9 kilometer och den tillhör asteroidgruppen Eos.